# Nyvallssjön (Färila socken, Hälsingland)
Nyvallssjön är en sjö i Ljusdals kommun i Hälsingland och ingår i Ljusnans huvudavrinningsområde. Sjön har en area på 0,192 kvadratkilometer och ligger 375 meter över havet.

## Delavrinningsområde
Nyvallssjön ingår i det delavrinningsområde (686204-148598) som SMHI kallar för Ovan 686339-148851. Medelhöjden är 354 meter över havet och ytan är 11,38 kvadratkilometer. Det finns inga avrinningsområden uppströms utan avrinningsområdet är högsta punkten. Björsjöån som avvattnar avrinningsområdet har biflödesordning 2, vilket innebär att vattnet flödar genom totalt 2 vattendrag innan det når havet efter 154 kilometer. Avrinningsområdet består mestadels av skog (82 procent). Avrinningsområdet har 0,28 kvadratkilometer vattenytor vilket ger det en sjöprocent på 2,5 procent.